# Aghbjurakdammen
Aghbjurakdammen (armeniska: Աղբյուրակի ջրամբար: Aghbjuraki dzjambar) är en reservoar i Armenien. Den ligger i provinsen Kotajk, i den centrala delen av landet, 40 kilometer nordost om huvudstaden Jerevan. Aghbjurakdammen ligger 1 695 meter över havet.
Trakten runt Aghbjurakdammen består i huvudsak av gräsmarker. Runt Aghbjurakdammen är det ganska tätbefolkat, med 149 invånare per kvadratkilometer.